# Hattiska
Hattiska språket är ett utdött språk som talades i Mindre Asien, Turkiet under bronsåldern. Hattiskan anses ha varit ett isolatspråk.